# 데스페라도스 (영화)
《데스페라도스》(영어: Desperados)는 2020년 미국의 코미디 로맨스 영화이다.

## 출연진

### 주연
- 안나 캠프 - 브룩 역
- 로비 아멜 - 재러드 역
- 나심 페드라드 - 웨슬리 역

### 조연
- 라몬 모리스 - 숀 역
- 헤더 그레이엄 - 평화의 천사 역
- 사라 번스 - 케일리 역